# Mike Micevski
Michael „Mike“ Micevski (* 9. Oktober 1954) ist ein ehemaliger australischer Fußballspieler.

## Karriere

### Klub-Karriere
In den 1970ern spielte Micevski für Altona Gate und Melbourne Hakoah, bevor er nach Sydney zog und dort für Marconi spielte. 1976 hatte er ein Gastspiel bei Arminia Bielefeld.

### Internationale Karriere
Im Jahr 1975 hatte Micevski einen Auftritt mit Australien gegen China.